# Calle 54
Calle 54 ist ein Dokumentarfilm des spanischen Filmemachers Fernando Trueba, der die wichtigsten Vertreter der Ära des Latin Jazz präsentiert. Der Dokumentarfilm ist eine spanische, französische und italienische Koproduktion aus dem Jahr 2000.

## Inhalt
Der Film ist eine Hommage an herausragende Künstler des Latin Jazz. Dazu zählen unter anderem Künstler aus Brasilien (wie die Pianistin Eliane Elias), aus Kuba (wie der Saxophonist und Dirigent Paquito D’Rivera, die Pianisten Bebo Valdés und Chucho Valdés), spanische Künstler (wie der Pianist Chano Domínguez), Künstler aus Santo Domingo (wie der Pianist und Komponist Michel Camilo), aus Puerto Rico bzw. USA (wie Tito Puente und Jerry González) und aus Argentinien (Gato Barbieri). Die Autoren des Films besuchen die Orte, an denen sich die verschiedenen Zweige dieses Genres entwickelt haben, vor allem New York City und Havanna. Der Film mischt Rhythmen und Klänge der lateinamerikanischen Musik (wie Rumba und Samba) mit den Harmonien und Strukturen des Jazz. In den verschiedenen Szenen werden die wichtigsten Künstler mit ihren Bands jeweils ausführlich meist mit einem ihrer Stücke vorgestellt.
Der Titel des Films leitet sich ab von der Adresse der Sony Music Studios, wo große Teile des Films aufgenommen wurden. Diese befinden sich in New York City in der 54. Straße.

## Auszeichnungen
- 2000: Nominierung Europäischer Filmpreis – Bester Dokumentarfilm
- 2001: Nominierung Satellite Awards – Bester Dokumentarfilm
- 2001: Goya
  - Nominierungen für: Beste Kamera, Bester Schnitt, Bester Ton